# La Vieille Peur d'Homer
 (février 2023).
Si vous disposez d'ouvrages ou d'articles de référence ou si vous connaissez des sites web de qualité traitant du thème abordé ici, merci de compléter l'article en donnant les références utiles à sa vérifiabilité et en les liant à la section « Notes et références ».
La Vieille Peur d'Homer (France) ou Les 400 D'oh (Québec) (The Blunder Years) est le 5e épisode de la saison 13 de la série télévisée d'animation Les Simpson.

## Synopsis
Après avoir fait une mauvaise plaisanterie à Marge, Homer invite toute la famille à dîner. Un hypnotiseur appelé Mesmerino ramène Homer à l'âge de 12 ans. Celui-ci se met à hurler, replongé dans un souvenir qui l'avait traumatisé dans sa jeunesse. 
Il se remémore la fois où il avait découvert un cadavre dans la grande carrière.
Ce cadavre se révèlera être le père de Smithers que montre l'indice par Monsieur Burns.